# 15 Canis Majoris
15 Canis Majoris (15 CMa), indicata EY Canis Majoris (EY CMa) nella nomenclatura delle stelle variabili, è una stella della costellazione del Cane Maggiore. Stella subgigante blu, è abbastanza lontana (1615 anni luce) ed è una stella variabile: pulsa in 4,43 ore tra 4,79 e 4,84 di magnitudine, essendo una variabile Beta Cephei.

## Osservazione
Si tratta di una stella situata nell'emisfero celeste australe; grazie alla sua posizione non fortemente australe, può essere osservata dalla gran parte delle regioni della Terra, sebbene gli osservatori dell'emisfero sud siano più avvantaggiati. Nei pressi dell'Antartide appare circumpolare, mentre resta sempre invisibile solo in prossimità del circolo polare artico. Essendo di magnitudine pari a 4,82, è osservabile ad occhio nudo, a patto di avere a disposizione un cielo buio.
Il periodo migliore per la sua osservazione nel cielo serale ricade nei mesi compresi fra dicembre e maggio; da entrambi gli emisferi il periodo di visibilità rimane indicativamente lo stesso, grazie alla posizione della stella non lontana dall'equatore celeste.